# Eleutherobia aurea
Eleutherobia aurea är en korallart som beskrevs av Benayahu och Schleyer 1995. Eleutherobia aurea ingår i släktet Eleutherobia och familjen läderkoraller. Inga underarter finns listade i Catalogue of Life.